# Cornogonopus pavicevici
Cornogonopus pavicevici – gatunek dwuparca z rzędu Chordeumatida i rodziny Anthroleucosomatidae, jedyny z monotypowego rodzaju Cornogonopus. Endemit Gór Wschodnioserbskich.

## Taksonomia
Rodzaj i gatunek typowy opisane zostały po raz pierwszy w 2020 roku przez Dragana Ž. Anticia na łamach „Biologia Serbica” w publikacji współautorstwa Dalibora Z. Stojanovicia i Slobodana E. Makarova. Jako lokalizację typową wskazano jaskinię Ceremošnja we wsi o tej samej nazwie w paśmie Homoljske planine we wschodniej Serbii. Nazwa rodzajowa pochodzi od cornu, oznaczającego „róg” oraz gonopodów, i nawiązuje do rogowatych wyrostków z tyłu angiokoksytów gonopodów. Epitet gatunkowy nadano natomiast na cześć koleopterologa i biospeleologa Dragana Pavićevicia.
W obrębie rodziny takson ten należy do charakteryzującego się silnie wykształconymi pośrodkowymi synkolpokoksytami przednich gonopodów kompleksu rodzajów „Bulgarosoma”, obejmującego także rodzaje Banatosoma, Belbogosoma, Bulgarosoma, Dazbogosoma, Perunosoma, Rhodoposoma, Serbosoma, Svarogosoma i Troglodicus.

## Morfologia
Krocionóg o ciele zbudowanym z 30 segmentów, osiągającym od 12 do 15,5 mm długości oraz od 0,9 do 1,1 mm wysokości, ubarwionym żółtawobiało wskutek depigmentacji. 
Porośnięta szczecinkami głowa ma powierzchnię czołową u samicy sklepioną, u samca lekko wklęśniętą i zaopatrzoną w poprzeczną listewkę supralabralną oraz podłużną nabrzmiałość grzbietową. Pola oczne mają po kilkanaście jasnobrązowych omatidiów. Dwa szeregi po pięć szczecinek występują na wardze górnej. Po bokach panewek czułkowych obecne są grupy wypustek. Węższy od głowy segment szyjny ma półokrągłą przednią krawędź, lekko wklęsłą krawędź tylną i sześć szczecinek makroskopowych. Dalsze segmenty ciała mają sześciokątną rzeźbę prozonitów, łuskowatą rzeźbę metazonitów oraz wydatne na trzech początkowych segmentach i dalej stopniowo malejące paratergity. Telson i przednie pleurotergity mają szczecinki makroskopowe o formie włosowatej, pozostałe zaś pleurotergity mają te szczecinki krótsze i pałeczkowate. Na epiprokcie występuje para kądziołków przędnych i trzy pary szczecinek, na półokrągłym hypoprokcie para szczecinek wierzchołkowych, a na paraprokcie trzy pary szczecinek brzeżnych. 
Samiec ma otwory genitalne na biodrach drugiej pary odnóży, silnie nabrzmiałe odnóża par od trzeciej do siódmej, te od trzeciej do czwartej ponadto zaopatrzone w zewnętrzne wypustki na przedudziach i udach, te piątej z wypustką nasadową na przedudziu i wypustkami brzusznymi na goleni i C-kształtnej stopie, te szóstej również z C-kształtnie wygiętymi stopami, a te siódmej z tylno-pośrodkową wypustką na biodrze i wydłużonymi stopami. Odnóża pary dziesiątej i jedenastej mają woreczki biodrowe, a odnóża pary trzynastej i piętnastej brzuszne wciski na powiększonych biodrach. Gonopody przedniej pary leżą przy szerokim, wypuszczającym z przodu dwa płaty sternum. Ich butelkowaty synkolpokoksyt o strony tylno-odsiebnej wypuszcza pokryty kolcami środkowy wyrostek lancetowaty, bocznie od niego wypuszcza zakrzywione ku przodowi i opatrzone włosowatymi wypustkami wyrostki blaszkowate, a z przodu wypuszcza wyrostek centralny o złożonej budowie – na przedzie ma on zwrócone ku tyłowi ząbki paramedialne, w części proksymalnej prawie trójkątną nabrzmiałość, w części przednio-środkowej skierowany tylno-odsiebnie róg połączony listewką z wyrostkiem tylno-środkowym, a po jego bokach parę tylno-odsiebnie skierowanych rogów bocznych. Angiokoksyty są symetryczne, przysadziste, blaszkowate, o częściach bocznych nabrzmiałych, delikatnie ząbkowanych i odsiebnie owłosionych, opatrzonych drobnopiłkowaną listewką tylną, powierzchniach przednich wyposażonych w blaszkę mezalną zlaną całkowicie z mocno zakrzywionym wyrostkiem anteromezalnym, a powierzchniach tylnych z trójkątnym wyrostkiem posteromezalnym zlanym z  drobnopiłkowaną listewką tylną. Tylne gonopody mają szerokie sternum, lancetowate, u szczytu przejrzyste i owłosione kolpokoksyty, wyprostowane i równoległe angiokoksyty z trójkątnym ząbkiem tylnym w części odsiebnej oraz silnie rozwiniętym rogiem skierowanym ku tyłowi.
U samicy przedudzia drugiej pary odnóży mają tylne guzki, a trzeciej pary są powiększone i przednio-nasadowo opatrzone guzkowanymi wypustkami. Sternum trzeciego segmentu ma róg pośrodku i połączone jest błoną z strukturą o brodawkowanej nabrzmiałości środkowej. Wulwy mają dwupłatowe i ząbkowane wieczko oraz nieco dłuższą niż szeroką, pośrodku opatrzoną kilkoma długo oszczeconymi listewkami, a po bokach ząbkami torebkę kopulacyjną z długim, guzkowanym rogiem tylnym w bocznej połowie.

## Ekologia i występowanie
Dwuparzec troglobiontyczny, zamieszkujący ciemne partie jaskiń.
Gatunek palearktyczny, endemiczny dla pasma Homoljske planine w Górach Wschodnioserbskich, znany wyłącznie z jaskini Ceremošnja.